# Giovanni Frattini
Pour les articles homonymes, voir Frattini.
Giovanni Frattini, (Rome, 8 janvier 1852 - Rome, 21 juillet 1925), est un mathématicien italien, connu pour ses contributions à la théorie des groupes.

## Biographie
Giovanni Frattini entre à l'université de Rome en 1869, où il étudie les mathématiques avec Giuseppe Battaglini (it), Eugenio Beltrami et Luigi Cremona, et obtient la laurea en 1875.
Le sous-groupe de Frattini a été mis en évidence en 1885, dans un article où il démontra notamment un énoncé équivalent au fait que le sous-groupe de Frattini d'un groupe fini est nilpotent, développant pour ce faire l'« argument de Frattini ».